# ДруGOY
ДруGOY — тринадцатый студийный альбом российского поп-певца Филиппа Киркорова, выпущенный 8 октября 2011 года. Записан на студии «Lopatin Sound Lab».
Это первый тройной альбом Киркорова, в него вошли новые песни, на восемь из них были сняты клипы. Песня «Милая-2» является продолжением песни 1994 года «Милая». В альбом вошла всего одна песня 2006 года — «Без тебя».

## Список композиций

### CD1 — Modern
| №   | Название                                        | Текст песни           | Музыка                   | Длительность |
| --- | ----------------------------------------------- | --------------------- | ------------------------ | ------------ |
| 1.  | «Струны» (2009)                                 | Я.Кирсанов            | Ю.Донская                | 3:28         |
| 2.  | «Голос» (дуэт с А.Нетребко, 2010)               | А.Лопатин             | F.Kempe                  | 2:58         |
| 3.  | «Гибну я» (2009)                                | Д. Мерс; Н. Бодылевич | Д. Контопулос            | 3:07         |
| 4.  | «Пара королеве» (2009)                          | А. Лопатин            | F. Kempe, Х. Викстром    | 3:04         |
| 5.  | «Новый герой» (2009)                            | А. Лопатин            | F.Kempe, B.Ljunggren     | 2:54         |
| 6.  | «Без тебя» (2006)                               | С. Сашин              | К.Брейтбург              | 4:37         |
| 7.  | «Любовь без любви» (2011)                       | А.Лопатин             | H.Andersson; M. Ankelins | 3:16         |
| 8.  | «Ты всё увидишь сам» (2011)                     | А.Лопатин             | F.Kempe, Х.Викстром      | 3:01         |
| 9.  | «Снег» (2010)                                   | И.Билык               | И.Билык                  | 4:48         |
| 10. | «Я так люблю тебя» (2011)                       | С.Ахунов              | С.Ахунов                 | 3:50         |
| 11. | «Я просто счастлив» (2010)                      | З.Сулейманова         | З.Сулейманова            | 3:52         |
| 12. | «Я отпускаю тебя» (2010)                        | А.Прусов              | А.Прусов                 | 4:08         |
| 13. | «Это же жизнь» (2011)                           | А.Лопатин             | Д.Микаэль, Р.Винчен      | 3:02         |
| 14. | «Гимн уходящим мечтам» (дуэт с Ани Лорак, 2010) | А.Лопатин             | А.Мэй; К.Вуд             | 3:42         |
| 15. | «Бабочки в кармане» (2009)                      | С.Осиашвили           | А.Зубков                 | 3:46         |
| 16. | «Любовь» (дуэт с П.Волей, 2009)                 | П.Воля, О.Попков      | П.Воля, О.Попков         | 3:45         |
| 17. | «La Voix» (англ.-фр., дуэт с А.Нетребко, 2010)  | М.Эрнман              | F.Kempe                  | 2:48         |

### CD2 — Etno
| №   | Название                                   | Текст песни   | Музыка            | Длительность |
| --- | ------------------------------------------ | ------------- | ----------------- | ------------ |
| 1.  | «Дева-вода» (2010)                         | З.Сулейманова | З.Сулейманова     | 3:40         |
| 2.  | «Лейла» (2009)                             | А.Алексин     | А.Алексин         | 3:52         |
| 3.  | «Знойные ночи» (2010)                      | С.Копылов     | А.Зубков          | 3:24         |
| 4.  | «В саду Эдемовом» (2009)                   | А.Копут       | Shantel, Г.Левелт | 5:12         |
| 5.  | «Дископартизаны» (2009)                    | А.Вулых       | Shantel           | 4:48         |
| 6.  | «Любовь всегда права» (дуэт с Челси, 2007) | С.Копылов     | А.Зубков          | 2:56         |
| 7.  | «Дискобой» (2009)                          | А.Вулых       | Shantel, Ю.Гуржи  | 4:16         |
| 8.  | «Помню» (2010)                             | Е.Муравьёв    | О.Сорокин         | 3:52         |
| 9.  | «Спроси у моря» (дуэт с Ани Лорак, 2010)   | И.Резник      | Т.Русев           | 3:37         |
| 10. | «Моя звезда» (2011)                        | Д.Гольдэ      | Д.Климашенко      | 3:42         |
| 11. | «Встретились» (2009)                       | А.Шошев       | Е.Шашин           | 4:24         |
| 12. | «Милая-2» (2010)                           | З.Сулейманова | З.Сулейманова     | 3:36         |
| 13. | «Целая ночь любви» (2010)                  | Е.Муравьёв    | О.Сорокин         | 3:56         |
| 14. | «Белый флаг» (2007)                        | С.Копылов     | А.Зубков          | 3:56         |
| 15. | «Kalimba de luna» (2008)                   | Д.Ртищев      | T.Esposito        | 2:55         |
| 16. | «Галки» (2008)                             | С.Ревтов      | С.Ревтов          | 2:56         |
| 17. | «Верните мне крылья» (2007)                | А.Ярёменко    | А.Ярёменко        | 3:44         |

### CD3 — Retro
| №   | Название                                                           | Текст песни          | Музыка                  | Длительность |
| --- | ------------------------------------------------------------------ | -------------------- | ----------------------- | ------------ |
| 1.  | «Зу-зу» (2011)                                                     | Д.Лик; А.Ружицкий    | А.Ружицкий              | 3:58         |
| 2.  | «Таньки грязи не боятся» (2010)                                    | В.Окороков           | В.Окороков              | 3:11         |
| 3.  | «В этот час» (2011)                                                | В.Разумовский        | В.Разумовский           | 3:25         |
| 4.  | «Даже если ты уйдёшь» (2008)                                       | А.Дементьев          | Р.Паулс                 | 4:55         |
| 5.  | «Птица в груди» (2010)                                             | А.Вулых              | А.Hyvarinen, А.Kovista  | 3:18         |
| 6.  | «Мир без твоей любви» (2009)                                       | Ю.Энтин              | А.Зацепин               | 3:34         |
| 7.  | «Мы так нелепо разошлись» (2009)                                   | К.Филиппова          | И.Крутой                | 4:24         |
| 8.  | «Алла» (2009)                                                      | Д.Островский         | Ю.Донская               | 3:28         |
| 9.  | «Кристина» (2011)                                                  | А.Лопатин            | К.Ковач                 | 5:52         |
| 10. | «На миллион одна» (2009)                                           | Е.Муравьев           | Е.Шашин                 | 4:13         |
| 11. | «Аспирин» (2011)                                                   | Е.Муравьев           | А.Зубков                | 3:51         |
| 12. | «В 40 лет» (2010)                                                  | С.Харин              | А.Зубков                | 3:40         |
| 13. | «Я такой нежный» (2009)                                            | Е.Муравьев           | А.Зубков                | 3:44         |
| 14. | «Без тебя, моя любимая» (2010)                                     | И.Резник             | Р.Паулс                 | 4:32         |
| 15. | «Верни мне музыку» (2007)                                          | А.Вознесенский       | А.Бабаджанян            | 3:44         |
| 16. | «А что ты такого сказала?» (дуэт с «Мобильными блондинками», 2010) | И.Матвиенко, А.Вулых | И.Матвиенко             | 3:45         |
| 17. | «Джулия» (2008)                                                    | А.Морсин             | М.Михалцевич, М.Попович | 2:56         |
| 18. | «Просто подари» (2008)                                             | А.Алексин            | А.Алексин               | 4:00         |

### DVD — Клипы
| №  | Название                                       | Текст песни      | Музыка            | Длительность |
| -- | ---------------------------------------------- | ---------------- | ----------------- | ------------ |
| 1. | «Любовь» (дуэт с П.Волей, 2009)                | П.Воля, О.Попков | П.Воля, О.Попков  |              |
| 2. | «Просто подари» (2009)                         | А.Алексин        | А.Алексин         |              |
| 3. | «Струны» (2009)                                | Я.Кирсанов       | Ю.Донская         |              |
| 4. | «В саду Эдемовом» (2009)                       | А.Копут          | Shantel, Г.Левелт |              |
| 5. | «La Voix» (англ.-фр., дуэт с А.Нетребко, 2010) | M.Ernman         | F.Kempe           |              |
| 6. | «Мы так нелепо разошлись» (2010)               | К.Филиппова      | И.Крутой          |              |
| 7. | «Снег» (2011)                                  | И.Билык          | И.Билык           |              |
| 8. | «Дископартизаны» (2010)                        | А.Вулых          | Shantel           |              |

## Тиражи
Весной 2010 года вышло специальное издание альбома для журнала «OK».

### Список композиций
| №   | Название                         | Текст песни      | Музыка                  | Длительность |
| --- | -------------------------------- | ---------------- | ----------------------- | ------------ |
| 1.  | «Струны» (2009)                  | Я.Кирсанов       | Ю.Донская               | 3:28         |
| 2.  | «Алла» (2009)                    | Д.Островский     | Ю.Донская               | 3:28         |
| 3.  | «Пара королеве» (2009)           | А.Лопатин        | F.Kempe, Х.Викстром     | 3:04         |
| 4.  | «Мы так нелепо разошлись» (2009) | К.Филиппова      | И.Крутой                | 4:24         |
| 5.  | «Просто подари» (2008)           | А.Алексин        | А.Алексин               | 4:00         |
| 6.  | «Дискобой» (2009)                | А.Вулых          | Shantel, Ю.Гуржи        | 4:16         |
| 7.  | «Любовь» (дуэт с П.Волей, 2009)  | П.Воля, О.Попков | П.Воля, О.Попков        | 3:45         |
| 8.  | «В саду Эдемовом» (2009)         | А.Копут          | Shantel, Г.Левелт       | 5:12         |
| 9.  | «Милая-2» (2010)                 | З.Сулейманова    | З.Сулейманова           | 3:36         |
| 10. | «Снег» (2010)                    | И.Билык          | И.Билык                 | 4:48         |
| 11. | «Галки» (2008)                   | С.Ревтов         | С.Ревтов                | 2:56         |
| 12. | «Джулия» (2008)                  | А.Морсин         | М.Михалцевич, М.Попович | 2:56         |

## Критика
В целом альбом «ДруGOY» получил положительные отзывы. Номинировался как «лучший альбом года», а также был удостоен премии «Муз-Тв». Музыкальный журналист Отар Кушанашвили в своей статье «TopPop» (опубликована 2 ноября 2011 года) считает, что Киркоров, благодаря своим выступлениям, «думает и блефует, и таким образом играет в покер».[что?]

## Создатели альбома
- Музыкальный и вокальный продюсер: А.Лопатин
- Аранжировка: А.Лопатин, Roxystar recordings, DTC Productions, Warner Music Sweden, Студия И.Матвиенко, S.Hantel, PV Production
- Сведение: Алексей Дядичев, Александр Чудопалов, Андрей Рембо, А.Лопатин
- Программирование и саунд-дизайн: Сергей Разумов, Роман Артюхов, Алексей Батыченко, Александр Зилков, Игорь Постоев, А.Лопатин, Олег Шаумаров, Олег Оленев, Дмитрий Степин
- Мастеринг альбома: Chris Genringer на студии «Sterling sound» (USA) специально для «Lopatin sound lab»

### Музыканты
- Гитары: Сергей Разумов, Сергей Шай
- Партия струнных: Евгений Субботин
- Бэк-вокал: А.Лопатин, Наталья Сигаева
- Оперный бэк-вокал: Елена Ольховская
- Аккордеон: А.Лопатин
- Духовая секция: «Студио-транзит», под руководством А.Батыченко: Алексей Батыченко, Константин Горшков, Александр Мичурин
- Продакшн-координатор: Олег Воляндо, Центральный военный оркестр министерства обороны Российской Федерации, дирижёр — Андрей Колотушкин

## Кавер-версии
| Песня              | Оригинал        | Первоисполнитель  |
| ------------------ | --------------- | ----------------- |
| Ты всё увидишь сам | Hope & Glory    | Монс Сельмерлев   |
| Пара королеве      | Cara Mia        | Монс Сельмерлев   |
| Новый герой        | Hero            | Шарлотта Перрелли |
| Это же жизнь       | Pour Un Flirt   | Мишель Дельпеш    |
| Снег               | Снег            | Ирина Билык       |
| Просто подари      | Настя подари    | Александр Айвазов |
| Дископартизаны     | Disco Partizani | Shantel           |
| Дискобой           | Disco Boy       | Горан Брегович    |
| В саду Эдэмовом    |                 | Shantel           |
| Голос              | La Voix         | Малена Эрнман     |
| Калэмба дэ Луна    | Kalimba de Luna | Tony Esposito     |
| Кристина           | Kristina        | Здравко Чолич     |

## Награды
2008 год:
- фестиваль «Песня года» — песня «Галки».

2009 год:
- премия «Золотой граммофон» и фестиваль «Песня года» — песня «Просто подари».

2010 год:
- премия «Золотой граммофон» — песни «Струны», «Голос».

2011 год:
- премия «Золотой граммофон» — песня «Снег».
- фестиваль «Песня года» — песни «Мы так нелепо разошлись», «В саду Эдемовом», «Голос», «Дискобой», «Дископартизаны».
- премия «Муз-Тв» за лучшее концертное шоу «ДруGOY» и лучшее видео (песня «Снег»). Данный альбом номинировался как лучший «альбом года».

2012 год:
- премия «Золотой граммофон» — песня «Я отпускаю тебя».

## Концерты
Песни из этого альбома стали основой для шоу Киркорова «ДруGOY», премьера которого состоялась 7—8 ноября 2011 года в ГКД. Режиссёр-постановщик — Олег Боднарчук, хореограф — Максим Пасюк, художник-сценограф — Борис Краснов.